# Združeni arabski emirati
Združeni arabski emirati, ali na kratko ZAE, so država v zahodni Aziji (na Bližnjem vzhodu na vzhodnem koncu Arabskega polotoka, ki na severovzhodu in vzhodu meji na Oman, na jugu in zahodu na Saudovo Arabijo, ima pa tudi morsko mejo v Perzijskem zalivu s Katarjem in Iranom.
Združeni arabski emirati so voljena monarhija, ki jo tvori federacija sedmih emiratov: Abu Dabi (glavno mesto), Dubaj, Fudžajra, Ras al Hajma, Šardža in Um al Kajvain. Vsakemu emiratu vlada emir in emirji skupaj sestavljajo Zvezni vrhovni svet. V praksi je predsednik emir Abu Dabija, emir Dubaja pa je podpredsednik in ministrski predsednik. Leta 2013 je imela država 9,2 milijonov prebivalcev, od katerih je bilo 1,4 milijonov državljanov Emiratov, 7,8 milijonov pa izseljencev. Leta 2020 so imeli Združeni arabski emirati prebivalstvo okrog 9,9 milijonov.
Združeni arabski emirati so bili naseljeni več kot 125.000 let. Bili so trgovsko stičišče več civilizacij, med drugim Mezopotamije, Perzije in Indije.
Državna vera je islam, uradni jezik pa arabščina. Združeni arabski emirati imajo šeste največje naftne rezerve in sedme največje zaloge zemeljskega plina na svetu. Zajed bin Sultan Al Nahjan, vladar Abu Dabija in prvi predsednik države je nadziral razvoj Emiratov z investiranjem prihodkov od nafte v zdravstvo, šolstvo in infrastrukturo. Združeni arabski emirati imajo najbolj diverzificirano gospodarstvo med vsemi državami članicami Zalivskega sveta za sodelovanje. V 21. stoletju je država postala manj odvisna od nafte in zemeljskega plina in se gospodarsko osredotoča na turizem in posel. Vlada ne pobira dohodnine, obstaja pa davek na dobiček in leta 2018 je bil uveden 5 % davek na dodano vrednost.
Skupine za človekove pravice, kot je Amnesty International, Freedom House in Human Rights Watch so imele Združene arabske emirate za podstandardne na področju človekovih pravic, saj so državljani, ki kritizirajo režim, zaprti in mučeni, njihove družine pa nadlegovane s strani aparata državne varnosti, s primeri prisilnih izginotij. Posamezne svoboščine, kot so svoboda zbiranja, združevanja, tiska, izražanja in vere so prav tako resno zatirane.
Združeni arabski emirati veljajo za srednjo silo. So članica Združenih narodov, Arabske lige, Organizacije za islamsko sodelovanje, Organizacije držav izvoznic nafte, Gibanja neuvrščenih in Zalivskega sveta za sodelovanje. S 1. januarjem 2024 so Emirati tudi član mednarodnega gospodarskega združenja BRICS.

## Zgodovina

### Antika
Najdeno kamnito orodje razkriva naselbino ljudi iz Afrike pred približno 127.000 leti, kamnito orodje za klanje živali, odkrito na arabski obali, pa kaže na še starejše prebivališče izpred 130.000 let. Sčasoma so se razvile živahne trgovske povezave s civilizacijami v Mezopotamiji, Iranu in civilizacijo v dolini Inda. Ta stik se je ohranil in se razširil, verjetno zaradi trgovine z bakrom iz gorovja Hadžar, ki se je začela okoli 3000 pr. n. št.. Sumerski viri govorijo o civilizaciji Magan, za katero je bilo ugotovljeno, da je obsegala sodobne ZAE in Oman.
Obstaja šest obdobij človeške poselitve z značilnim vedenjem v regiji pred islamom, ki so: obdobje Hafit od 3200 do 2600 pr. n. št., kultura Umm Al Nar od 2600 do 2000 pr. n. št. in kultura Wadi Suq od 2000 do 1300 pr. n. št. Od leta 1200 pr. n. št. do prihoda islama v vzhodni Arabiji, skozi tri značilne železne dobe in obdobje Mleiha, je bilo območje različno poseljeno s strani Ahemenidov in drugih sil, na katerem so se gradile utrjene naselbine in ekstenzivno živinoreja zahvaljujoč razvoju falaj namakalni sistem.

### Islam
Širjenje islama na severovzhodni del Arabskega polotoka naj bi neposredno sledilo pismu, ki ga je islamski prerok Mohamed poslal vladarjem Omana leta 630 n. št. To je pripeljalo do skupine vladarjev, ki je odpotovala v Medino, se spreobrnila v islam in nato izpeljala uspešno vstajo proti nepriljubljenim Sasanidom, ki so takrat prevladovali na obali. Po Mohamedovi smrti je novim islamskim skupnostim južno od Perzijskega zaliva grozil razpad z vstajami proti muslimanskim voditeljem. Kalif Abu Bakr je iz prestolnice Medine poslal vojsko, ki je dokončala ponovno osvojitev ozemlja (vojne Ridda) z bitko pri Dibbi, v kateri naj bi bilo izgubljenih 10.000 življenj. To je zagotovilo celovitost kalifata in združitev Arabskega polotoka pod novo nastajajočim [Rašidunski kalifat|[m kalifatom]].
Leta 637 je bil Julfar (na območju današnjega Ras Al Khaimaha) pomembno pristanišče, ki so ga uporabljali kot postojanko za islamsko invazijo na Sasanidsko cesarstvo. Območje oaze Al Ain/Buraimi je bilo znano kot Tu'am in je bilo pomembno trgovsko mesto za kamelje poti med obalo in notranjostjo Arabije.
Najzgodnejše krščansko mesto v ZAE je bilo prvič odkrito v 1990-ih, obsežen samostanski kompleks na tem, kar je danes znano kot otok Sir Bani Yas in sega v 7. stoletje. Cerkev, ki naj bi bila nestorijanska in zgrajena leta 600 n. št., se zdi, da je bila leta 750 n. št. mirno zapuščena. Tvori redko fizično povezavo z zapuščino krščanstva, ki naj bi se po trgovskih poteh razširilo po polotoku od leta 50 do 350 n. št. Vsekakor je do 5. stoletja Oman imel škofa po imenu Janez – zadnji škof Omana je bil Etienne leta 676 n. št..

### Portugalsko obdobje
Surovo puščavsko okolje je povzročilo nastanek »vsestranskih plemen«, nomadskih skupin, ki so se preživljale z različnimi gospodarskimi dejavnostmi, vključno z živinorejo, poljedelstvom in lovom. Sezonska gibanja teh skupin niso vodila le do pogostih spopadov med skupinami, ampak tudi do ustanavljanja sezonskih in polsezonskih naselij in središč. Ti so oblikovali plemenske skupine, katerih imena še vedno nosijo sodobni Emirati, vključno z Bani Yas in Al Bu Falah v Abu Dabiju, Al Ainu, Livi in zahodni obali; Dhavahir, Avamir, Al Ali in Manasir v notranjosti; Šarkijin vzhodne obale; in Kavasim na severu.
S širjenjem evropskih kolonialnih imperijev so se na območju Perzijskega zaliva pojavile portugalske, angleške in nizozemske sile. Do 18. stoletja je bila konfederacija Bani Yas prevladujoča sila na večini območja, ki je danes znano kot Abu Dabi, medtem ko je severni Al Kavasim (Al Qasimi) prevladoval v pomorski trgovini. Portugalci so ohranili vpliv na obalna naselja in gradili utrdbe po krvavih osvajanjih obalnih skupnosti v 16. stoletju s strani Albuquerqueja in portugalskih poveljnikov, ki so mu sledili – zlasti na vzhodni obali pri Maskatu, Soharju in Khor Fakanu.
Južno obalo Perzijskega zaliva so Britanci poznali kot "piratsko obalo, saj so čolni federacije Al Kavasim nadlegovali ladje pod britansko zastavo od 17. do 19. stoletja. Obtožbe o piratstvu oporekajo sodobni emiratski zgodovinarji, vključno s sedanjim vladarjem Sharjaha, šejkom sultanom Al Qasimijem, v svoji knjigi iz leta 1986 Mit o arabskem piratstvu v Zalivu.
Britanske ekspedicije za zaščito svojih indijskih trgovskih poti so privedle do pohodov proti Ras Al Khaimahu in drugim pristaniščem ob obali, vključno s pohodom v Perzijskem zalivu leta 1809 in uspešnejšim pohodom leta 1819. Naslednje leto so Velika Britanija in številni lokalni vladarji podpisali pomorsko premirje, kar je povzročilo izraz Trucial States, ki je opredeljeval status obalnih emiratov. Nadaljnja pogodba je bila podpisana leta 1843 in leta 1853 je bilo dogovorjeno večno pomorsko premirje. Temu so bili dodani 'izključni sporazumi', podpisani leta 1892, s katerimi so Trucialne države postale Britanski protektorat.
Po pogodbi iz leta 1892 so se trucialni šejki strinjali, da ne bodo razpolagali z nobenim ozemljem razen Britancem in da ne bodo stopili v odnose z nobeno tujo vlado razen z Britanci brez njihovega soglasja. V zameno so Britanci obljubili, da bodo zaščitili obalo Trucial pred vsemi agresijami po morju in pomagali v primeru kopenskega napada. Britanska pomorska policija je pomenila, da so lahko flote za lovljenje biserov delovale relativno varno. Vendar pa je britanska prepoved trgovine s sužnji pomenila, da so nekateri šejki in trgovci izgubili pomemben vir dohodka.
Leta 1869 se je pleme Qubaisat naselilo v Khor Al Adaidu in poskušalo pridobiti podporo Osmanov. Khor Al Adaid si je takrat lastil Abu Dabi, kar so podprli Britanci. Leta 1906 je britanski politični rezident Percy Cox pisno potrdil vladarju Abu Dabija Zayedu bin Khalifi Al Nahyanu ('Zayed Veliki'), da Khor Al Adaid pripada njegovemu šejku.

### Britansko obdobje in odkritje nafte
V 19. in zgodnjem 20. stoletju je industrija biserov uspevala in prebivalcem Perzijskega zaliva zagotavljala dohodek in zaposlitev. Prva svetovna vojna je resno vplivala na industrijo, vendar je bila gospodarska depresija v poznih 1920-ih in zgodnjih 1930-ih, skupaj z izumom gojenih biserov, tista, ki je izbrisala trgovino. Ostanki trgovine so sčasoma izginili kmalu po drugi svetovni vojni, ko je nova neodvisna indijska vlada uvedla visoke davke na uvožene bisere. Upad pridobivanja biserov je povzročil izredne gospodarske težave v Trucial States.
Leta 1922 je britanska vlada zagotovila zaveze vladarjev Trucial States, da ne bo podpisovala koncesij s tujimi podjetji brez njihovega soglasja. Zavedajoč se potenciala za razvoj naravnih virov, kot je nafta, je po najdbah v Perziji (od leta 1908) in Mezopotamiji (od leta 1927) naftna družba pod britanskim vodstvom Iraq Petroleum Company (IPC) pokazala zanimanje za regijo. Anglo-perzijska naftna družba (APOC, pozneje British Petroleum ali BP) je imela 23,75-odstotni delež v IPC. Od leta 1935 so koncesije na kopnem za raziskovanje nafte podeljevali lokalni vladarji, prvo je podpisal APOC v imenu Petroleum Concessions Ltd (PCL), pridruženega podjetja IPC. APOC ni mogel sam razvijati regije zaradi omejitev sporazuma Red Line, ki je zahteval, da deluje prek IPC. Med PCL in trucialnimi vladarji so bile podpisane številne možnosti, ki so skupnostim, ki se soočajo z revščino po propadu trgovine z biseri, zagotovile koristne prihodke. Vendar je bogastvo nafte, ki so ga vladarji lahko videli iz prihodkov, ki so se zbirali v okoliških državah, ostalo nedosegljivo. Prve vrtine v Abu Dabiju je leta 1950 izvrtalo IPC-jevo operativno podjetje Petroleum Development (Trucial Coast) Ltd (PDTC) v Ras Sadru, pri čemer je bilo 4000 metrov globoko izvrtana vrtina v enem letu in izkazala se je za suho, po ogromni ceni v tistem času 1 milijon funtov.
Britanci so ustanovili razvojni urad, ki je pomagal pri nekaterih manjših dogodkih v emiratih. Sedem šejkov emiratov se je nato odločilo ustanoviti svet, ki bi medsebojno usklajeval zadeve in prevzelo razvojno pisarno. Leta 1952 so ustanovili Trucial States Council in imenovali Adija Al Bitarja, pravnega svetovalca dubajskega šejka Rašida bin Saeda Al Maktouma, za generalnega sekretarja in pravnega svetovalca sveta. Svet je prenehal delovati, ko so bili ustanovljeni Združeni arabski emirati. Plemenska narava družbe in pomanjkljiva opredelitev meja med emirati sta pogosto vodila v spore, ki so se reševali s posredovanjem ali, redkeje, s silo. Trucial Oman Scouts je bila majhna vojaška sila, ki so jo Britanci uporabljali za ohranjanje miru.
Leta 1953 je hčerinska družba BP, D'Arcy Exploration Ltd, od vladarja Abu Dabija pridobila koncesijo na morju. BP se je pridružil Compagnie Française des Pétroles (pozneje Total) in ustanovil operativni podjetji Abu Dhabi Marine Areas Ltd (ADMA) in Dubai Marine Areas Ltd (DUMA). Izvedenih je bilo več raziskav podvodne nafte, vključno s tisto, ki jo je vodil slavni morski raziskovalec Jacques Cousteau. Leta 1958 so plavajočo ploščad odvlekli iz Hamburga v Nemčiji in jo postavili nad biserno dno Umm Shaif v vodah Abu Dabija, kjer se je začelo vrtanje. Marca so nafto našli v skalni formaciji Zgornja Thamama. To je bilo prvo komercialno odkritje Trucial Coast, ki je vodilo do prvega izvoza nafte leta 1962. ADMA je odkrila nadaljnja odkritja na morju v Zakumu in drugod, druga podjetja pa so komercialno odkrila, kot sta naftno polje Fateh pri Dubaju in polje Mubarak pri Sharjahu. (deljeno z Iranom).
Medtem so raziskovanje na kopnem ovirali ozemeljski spori. Leta 1955 je Združeno kraljestvo zastopalo Abu Dabi in Oman v njunem sporu s Saudovo Arabijo glede oaze Buraimi. Zdelo se je, da je sporazum iz leta 1974 med Abu Dabijem in Saudovo Arabijo rešil mejni spor, vendar ta ni bil ratificiran. Meja ZAE z Omanom je bila ratificirana leta 2008.
PDTC je nadaljeval svoje raziskovanje na kopnem stran od spornega območja in izvrtal še pet vrtin, ki so bile prav tako suhe. Vendar pa je 27. oktobra 1960 podjetje odkrilo nafto v komercialnih količinah v vrtini Murban št. 3 na obali blizu Tarifa. Leta 1962 je PDTC postal Abu Dhabi Petroleum Company. Ko so se prihodki od nafte povečali, se je vladar Abu Dabija, Zayed bin Sultan Al Nahyan, lotil obsežnega gradbenega programa, gradil je šole, stanovanja, bolnišnice in ceste. Ko se je leta 1969 začel izvoz nafte iz Dubaja, je šejk Rashid bin Saeed Al Maktoum, vladar Dubaja, lahko vložil prihodke iz omejenih zalog, ki so bile ugotovljene, da bi spodbudil diverzifikacijo, ki bi ustvarila sodobno globalno mesto Dubaj.

### Neodvisnost
Do leta 1966 je postalo jasno, da si britanska vlada ne more več privoščiti, da bi upravljala in ščitila Trucial States, kar so zdaj Združeni arabski emirati. Britanski poslanci so razpravljali o pripravljenosti kraljeve mornarice za obrambo šejkov. 24. januarja 1968 je britanski premier Harold Wilson naznanil odločitev vlade, ki jo je marca 1971 ponovno potrdil premier Edward Heath, da prekine pogodbena razmerja s sedmimi pravičnimi šejki. Nekaj dni po objavi je vladar Abu Dabija, šejk Zayed bin Sultan Al Nahyan, v strahu pred ranljivostjo poskušal prepričati Britance, naj spoštujejo pogodbe o zaščiti, tako da je ponudil plačilo vseh stroškov zadrževanja britanskih oboroženih sil v Emiratih. Britanska laburistična vlada je ponudbo zavrnila. Potem ko je laburistični poslanec Goronwy Roberts obvestil šejka Zayeda o novici o britanskem umiku, je devet šejkov Perzijskega zaliva poskušalo oblikovati zvezo arabskih emiratov, vendar se do sredine leta 1971 še vedno niso mogli dogovoriti o pogojih unije, čeprav je britanski pogodbeni odnos naj bi potekel decembra istega leta.
Strahovi pred ranljivostjo so se dan pred osamosvojitvijo uresničili. Iranska skupina rušilcev je prekinila formacijo iz vaje v spodnjem zalivu in plula proti otokom Tunb. Otoki so bili zavzeti s silo, civilisti in arabski branilci pa so pustili, da so pobegnili. Britanska vojaška ladja je med invazijo mirovala. Skupina rušilcev se je približala tudi otoku Abu Musa. Toda tam se je šejk Khalid bin Mohammed Al Qasimi že pogodil z iranskim šahom in otok je hitro dal v najem Iranu za tri milijone dolarjev na leto. Medtem je Saudova Arabija zahtevala dele Abu Dabija.
Prvotno naj bi bil del predlagane federacije arabskih emiratov, je Bahrajn postal neodvisen avgusta, Katar pa septembra 1971. Ko je 1. decembra 1971 potekla pogodba o britansko-Trucial šejkih, sta oba emirata postala popolnoma neodvisna. 2. decembra 1971 se je šest emiratov (Abu Dhabi, Adžman, Dubaj, Fudžajra, Šardža in Umm Al Kuvajn) strinjalo, da bodo vstopile v zvezo z imenom Združeni arabski emirati. Ras al-Hajmah se je pridružil pozneje, 10. januarja 1972. Februarja 1972 je bil ustanovljen Zvezni nacionalni svet (FNC); bilo je 40-člansko posvetovalno telo, ki ga je imenovalo sedem vladarjev. Združeni arabski emirati so se pridružili Arabski ligi 6. decembra 1971 in Združenim narodom 9. decembra. Maja 1981 je bila ustanovna članica Sveta za sodelovanje v Zalivu, pri čemer je Abu Dabi gostil prvi vrh GCC.

### Pomembni dogodki
- Leto 630 Območje Združenih arabskih emiratov zavzame islam.
- 15. stol ZAE postanejo del Portugalskega imperija.
- 16. stol Združeni arabski emirati preidejo pod Osmansko cesarstvo
- 19. stol Območje zavzame Britanski imperij.
- Leta 1853 je bila podpisana pogodba z Veliko Britanijo, pod katero naj bi s šejki vzpostavili »večno pomorsko premirje«. Takrat so nastale Trucial States, ki so bile sestavljene iz današnjih emiratov.
- Leta 1892 pride do nove pogodbe, ki preoblikuje perpetualne države v britanski protektorat.
- Leta 1971 1. decembra je Britanska vlada prekinila protektorat. Naslednjega dne, 2. decembra se združijo vsi emirati v državo Združeni arabski emirati.
- 1990-1991 Združeni arabski emirati so sodelovali v prvi zalivski vojni.

## Geografija
Združeni arabski emirati so na Bližnjem vzhodu in mejijo na Omanski in Perzijski zaliv, med Omanom in Savdsko Arabijo. So na strateški lokaciji rahlo južno od Hormuške ožine, ključne transportne točke za svetovno nafto.
Perzijski zaliv ima veliko otokov in precej razčlenjeno obalo. Skoraj celotno površino države pokriva puščava. Samo na vzhodnem koncu države je gorovje Hadžar (Hadžar v arabščini pomeni »skalne gore«). Na jugu in zahodu glavnega mesta Abu Dabi, je puščava Rub al-Hali. Puščavski predel mesta Abu Dabi obsega dve glavni oazi z ustreznimi količinami podzemne vode za stalna naselja in poljedelstvo. Tukaj rastejo pravi datljevec, akacija in evkaliptova drevesa. V puščavi je rastlinstvo zelo redko in je sestavljeno iz trav in trnja. Domorodno živalstvo je skoraj izumrlo zaradi intenzivnega lova. Obalne ribe in sesalci so predvsem skuše, ostriž in tuna, kakor tudi morski psi in kiti.

### Podnebje
Podnebje Združenih arabskih emiratov je subtropsko in sušno z milimi zimami in vročimi poletji. V juliju in avgustu temperatura na obali lahko doseže tudi 48 °C in takrat piha tudi vlažen jugovzhodni veter, poznan kot Šarki. Januarja in februarja pa temperatura doseže 10 °C. V ZAE le malokrat dežuje. Obala je nagnjena k občasnim, ampak silnim nevihtam prahu, ki lahko močno zmanjšajo vidljivost. ZAE nima rek, ampak so značilni vadi, ki označujejo suho rečno dolino.

## Politični opis
Združeni arabski emirati so absolutna federalna monarhija. Predsednika federacije imenuje Vrhovni svet federacije, ki ga sestavljajo emirji (knezi), voditelji vsakega od sedmih posameznih emiratov (kneževin).
Državo sestavlja sedem emiratov:
- Abu Dabi,
- Adžman,
- Dubaj,
- Fudžajra,
- Ras al Hajma,
- Šardža in
- Um al Kuvajn.

Glavno mesto je Abu Dabi (872.700 prebivalcev), največje mesto pa je Dubaj (2.100.000 prebivalcev).
Združeni arabski emirati imajo razmeroma liberalne zakone in so pravna država. Sistem zveznega sodišča se uporablja v vseh emiratih, razen v emiratih v Dubaju in Ras al-Hajmanu, ki niso v celoti vključeni v zvezni sodni sistem. ZAE je doživela obdobje liberalizacije in posodobitve v času vladavine Sultana Al Nahjana. ZAE so del Sveta za sodelovanje arabskih zalivskih držav. ZAE so davčna oaza, kar pomeni, da so država, ki ima ohlapno zakonodajo in je slepa za kriminalno poreklo denarja. Nacionalna valuta države je dirham.
ZAE štejejo 9,3 milijonov prebivalcev, gostota poseljenosti pa je 99/km², od katerih je manj kot 20 % državljanov Združenih arabskih emiratov. Večina prebivalstva sestavljajo izseljenci: 23 % iranskih izseljencev, medtem ko približno 50 % jih je iz Indije. Je tudi vedno večja prisotnost Evropejcev in prebivalcev iz drugih delov Azije. V Združenih arabskih emiratih je veliko Pakistancev, ampak je tudi velik delež prebivalstva iz Egipta, Somalije in Sudana ter iz Maroka. Približno 88 % prebivalstva ZAE živi v urbanskih območjih. Preostalih 12 % prebivalstva živi v majhnih vaseh, ki so raztresene po vsej državi ali ob naftnih poljih v puščavi.
Uradni jezik je arabščina, ki je semitski jezik. Islam je uradna vera države. 76 % celotnega prebivalstva je islamske vere, 8 % je krščanske vere, medtem ko je 15 % ljudi druge veroizpovedi. Državna himna je Ishy Bilady.

## Gospodarstvo
ZAE ima odprto gospodarstvo, s šestim največjim dohodkom na prebivalca na svetu. Izvoz surove nafte in zemeljskega plina, imata pomembno vlogo v gospodarstvu države, še posebej v emiratu Abu Dabi. Več kot 85 % gospodarstva Združenih arabskih emiratov temelji na izvozu naravnih virov. Prva naftna družba je izvozila prvo pošiljko nafte iz Abu Dabija v letu 1962. Prihodki nafte so se sčasoma povečali. Vladar Abu Dabija, šejk Mohamed bin Zajed al Nahjan, je s pridobljenim denarjem vzpostavil širok program za gradnjo šol, stanovanj, bolnišnic in cest.
Industrija
Kovinska industrija (predvsem aluminij, jeklo, železo), skupaj s tekstilnim sektorjem se zelo hitro razvijata in napoveduje se, da bosta v naslednjih 40-60 letih prehitela naftne prihodke in izvoz zemeljskega plina. V 19. in 20. stoletju je bila trgovina biserov pomemben vir prihodkov za ZAE. Turistični sektor je zelo pomemben, saj je prispeval k temu, da je državna vlada investirala v zelo drago infrastrukturo, ki vključuje tudi Burdž Kalifa, najvišjo stavbo na svetu, Dubajsko mednarodno letališče, ki je najdražje letališče na svetu ter tri Palm Islands, največje umetne otoke na svetu. Drugi projekti so Dubai Mall, največji nakupovalni center in umetni arhipelag, imenovan The World. Turistična industrija zelo hitro raste v Dubaju. Tam gradijo Dubailand, ki naj bi postal največji zabaviščni park na svetu. Vendar pa je glavna skrb, da lahko ta gradbeni razcvet ustvari krizo državnega proračuna, kot se je zgodilo v Dubaju, kjer so lokalne banke pred kratkim odločile, da bodo krčile posojila. To je vplivalo na trg nepremičnin v Dubaju.
Glavni uvoz Združenih arabskih emiratov so industrijski proizvodi, stroji, oprema in vozila.
Kmetijstvo
Kmetijstvo v Združenih arabskih emiratih, vključno z ribolovom, je predstavljalo v začetku leta 1990 manjši del gospodarstva. Od nastanka ZAE, sta razpoložljivost kapitala in povpraševanje po svežih pridelkih začela spodbujati razvoj kmetijstva. Glavna območja gojenja so Sadaka v Ras al-Hajman. Falajdžal Muala v Umm al Kuvajn, vadi ADH Dhayd v Šardžah, Al Avir v Dubaju in obalno območje v Fudžajra. Ta območja zavzemajo skupno 160.000 hektarjev. Večina obdelovalnih površin v ZAE je namenjena pridelovanju pravega datljevca. Gojijo jih v malih oazah. ZAE tudi finančno podpirajo kmete. Na primer, vlada ponuja 50-odstotno subvencijo za gnojila, semena in pesticide. Prav tako zagotavlja posojila za kmetijske stroje in tehnično pomoč. ZAE imajo enainštirideset kmetijskih enot. Število kmetov se vedno bolj povečuje. Pomanjkanje obdelovalnih površin, vročina, periodične jate kobilic in omejena oskrba z vodo so glavne ovire za kmetijstvo. Zaradi tega je moralo več kmetij prenehati s pridelavo. Med letoma 1979 in 1985, se je kmetijska proizvodnja povečala za šestkrat toliko . Kljub temu, so ZAE v 90-ih letih uvažali približno 70 odstotkov svojih potreb hrane. Glavni rastlinski pridelki, ki zadostujejo skoraj vsem državnim potrebam so: paradižnik, zelje, jajčevci, squash (rastlina podobna buči) in cvetača. Večina zelenjave prihaja iz Ras al-Hajman. Poleg pravega datljevca, so druge sadne rastline agrumi in mango. V ZAE imajo razvito perutninarstvo in proizvajajo veliko mleka. Precejšnji prihodki so bili namenjeni za pogozdovanje in parke.

## Kultura
Prehrana: kuhinja Združenih arabskih emiratov je mešanica številnih bližnjevzhodnih in azijskih kuhinj. Sodobna prehrana Združenih arabskih emiratov vsebuje jedi s celega sveta. Jedi, ki so del kuhinje Združenih arabskih emiratov vključujejo: arabski kruh, kamelje meso, dateljne, ribe, kebab in ovčje meso. V ZAE pijejo še posebej tradicionalni čaj in kamelje mleko.
Glasba
Glasba Združenih arabskih emiratov, izhaja iz glasbene tradicije vzhodne Arabije. Plesne pesmi ribičev na tem območju so tudi dobro poznane. Liva je vrsta glasbe in plesa, ki se je razširila pretežno v skupnostih, v katerih so potomci Bantujcev iz regije Afriška velika jezera.
Šport
V Združenih Arabskih Emiratih je šport zelo razširjen in priljubljen. Najbolj priljubljen šport je nogomet. Drugi priljubljeni športi so: tenis, namizni tenis, kolesarstvo, golf, badminton, kriket, košarka, dirke s kamelami in ragbi.

## Zanimivosti
Dubaj nima sistema naslovov ter nima poštne kode. Če želi pošiljatelj pravilno poslati paket, mora na pismu nakazati pravilno smer do cilja omenjenega paketa. Dubaj nima kanalizacijskega sistema, namesto tega uporabljajo tovornjake, ki vozijo iztrebke celega mesta daleč naokrog. Če želite piti alkohol doma, morate pridobiti dovoljenje. V Dubaju je še igrišče za golf, ki zahteva 4.000.000 litrov vode na dan. V Dubaju gradijo Masdar City, mesto, ki se bo v celoti vzdrževalo na osnovi sončne energije in drugih obnovljivih virov energije. Bo trajnostno, brez ogljičnega odtisa in brez odpadkov. V Dubaju so zgradili umetno otočje, imenovano The World (Svet). 20,25 % operativnih gradbenih dvigal na svetu je v Dubaju.
ZAE kljub temu, da je velik izvoznik nafte je tudi glavni investitor v sončno energijo.
Ljudje, ki živijo v Dubaju v 80. nadstropju najvišje stavbe na svetu Burdž Kalifa, morajo počakati 2 dodatni minuti pred prekinitvijo svojega posta v svetem mesecu ramadan, saj bodo lahko videli sonce dlje kakor tisti, ki so na cesti.
Perzijski zaliv je tudi znan kot Obala Piratov. Do leta 1853, naj bi plemena, ki so tam živela oropala trgovske ladje iz Indije. Rodovi istih družin, ki so vladale nad tistimi plemeni, so danes na vladi v Združenih arabskih emiratih.
Združeni arabski emirati so podarili prenosni računalnik vsakemu študentu v ameriški državi Missouri, potem, ko je tiste kraje opustošil tornado.
Znani nebotičnik Chrysler Building na Manhattnu je skoraj v celoti v lasti emirata Abu Dabi. Ferrari ima v lasti v Abu Dabiju največji pokriti tematski park na svetu. Imenuje se Ferrari World.